# Dennis Rodman
Dennis Keith Rodman (Trenton, Nova Jersey, 13 de maig del 1961) va ser un jugador professional de bàsquet a l'NBA. Destacava per les seves habilitats defensives i per atrapar els rebots. Durant set temporades consecutives va liderar la classificació de l'NBA en rebots per partit, el rècord de la lliga, i va ser inclòs dins l'equip defensiu de l'NBA també en set temporades. La seva fama va créixer encara més a causa de la seva actitud irreverent i controvertida dins i fora de les pistes. Ha aparegut en diversos programes de televisió i pel·lícules de cinema.
La seva arribada a l'NBA va ser el 1986 i amb dos metres d'alçada jugava en una de les posicions més físiques del bàsquet: aler-pivot. Encara que sovint es trobava en desavantatge de pes i alçada, es va convertir en un dels rebotejadors més dominants en tota la història de l'NBA, i va ser també honorat amb el reconeixement del Millor Jugador Defensiu en dues ocasions. Rodman va ser capaç de sobreposar-se als centímetres d'alçada de desavantatge dels seus oponents gràcies a la seva ràpida reacció per saltar amb la pilota, el seu desig vehement per atrapar cada rebot, la seva intensa ètica de treball, la seva gran força física i atletisme, a més del seu coneixement expert del joc.

## Carrera

### Universitat
Rodman no va ser un projecte de jugador en la preparatòria fins que va créixer 27 cm. en un any al final de la seva adolescència. Va jugar per la Universitat Estatat del Sud d'Oklahoma i per l'escola de l'Associació Nacional d'Atletes Intercolegials, on va ser un bon anotador i rebotejador.

### NBA

#### Detroit Pistons
Els Detroit Pistons el van escollir en la segona ronda del Draft de l'NBA del 1986 al lloc 27. En aquell moment, els Pistons ja tenien un equip ben armat al qual jugaven les estrelles Isiah Thomas, Joe Dumars, Bill Laimbeer i d'altres molt bons jugadors, com Adrian Dantley, Vinnie Johnson, John Salley i Rick Mahorn. La intensitat de Rodman va encaixar perfectament dins l'equip, que ja era conegut pel seu estil dur de joc i la seva defensa tenaç. Els Pistons van perdre a la Final de Conferència del 1987 contra els Boston Celtics. Això no obstant, Rodman va tenir una bona actuació marcant a l'estrella dels Celtics Larry Bird.
El 1988, Rodman va millorar notablement el seu joc. Va acabar darrere de Laimbeer en rebots per als Pistons i van derrotar a la final de Conferència als joves Chicago Bulls. Rodman va obtindre el seu primer de dos títols consecutius de Millor defensor. L'equip va obtindre el seu primer títol de l'NBA i al següent repetirien.
Rodman va liderar als Pistons amb 12,5 rebots per partit el 1991. El 1992, Rodman va millorar significativament, capturant més de 18 rebots per partit, guanyant així el segon dels seus 7 títols consecutius com a màxim rebotejador de la lliga. Al Març del 1992 va obtindre el major nombre de rebots en un partit durant la seva carrera, amb 34. La seva segona xifra més alta va ser un partit del 1993, l'última temporada que va jugar per als Pistons

##### Una nit memorable
Una nit, durant la temporada 1992-93, Rodman va ser trobat assegut a la seva camioneta amb una arma carregada al pàrquing de la pista dels Pistons. Quatre anys després, Rodman va explicar en una de les seves autobiografies que aquella nit s'havia plantejat el suïcidi. Va declarar que al final va decidir assassinar la part de la seva persona que el duia per mal camí. Al final de la temporada va ser traspassat als San Antonio Spurs juntament amb Isiah Morris per Sean Elliott i David Wood.

#### San Antonio Spurs
Als Spurs, Rodman va continuar practicant el joc que millor coneixia, i va permetre que el pivot de l'equip, David Robinson, es concentrés en anotar punts. Robinson va guanyar aquell any el títol de màxim anotador de la temporada i Rodman va obtindre el títol de màxim rebotejador. Va ser la primera vegada que dos companys d'equip compartien aquests honors. La següent temporada va ajudar els Spurs a aconseguir el millor rècord de la franquícia (62-20), fet que els va portar a les Finals de Conferència. Això no obstant, les seves constants distraccions extra esportives (va tenir un breu affair amb Madonna i les seves accions dins d'aquesta no eren molt ben vistes (es va tenyir els cabells de verd) fins que els directius, després que no va arribar junt amb la resta de l'equip al 5è partit de la Final de Conferència, van decidir despatxar-lo.

#### Chicago Bulls
Després de la temporada 1994-95 de l'NBA, Rodman va ser traspassat als Chicago Bulls amb la intenció que omplís el lloc deixat per Horace Grant. Els Bulls, amb Rodman, Scottie Pippen i Michael Jordan, que tornava del seu retir, van millorar en 25 partits la seva marca de la temporada anterior (de 47-35 a 72-10) per imposar un rècord de l'NBA. El seu camí en les Finals va ser relativament fàcil i van aconseguir el títol de Campió de l'NBA 1995-1996, i junts Rodman, Jordan i Pippen van integrar l'equip defensiu de l'any (la primera vegada que tres jugadors d'un mateix equip ho aconseguien). Rodman va liderar la lliga en rebots per cinquè any consecutiu i Jordan va guanyar el títol de màxim anotador, emulant el que Rodman ja havia aconseguit amb Robinson als Spurs. Ho van tornar a aconseguir el 1997 i el 1998 al segon tricampionat de la dècada per als Bulls.
Rodman va deixar Chicago després de la temporada 1997-98, quan els Bulls van començar una reconstrucció massiva de la seva plantilla. També va acabar allà la seva última temporada com a gran estrella del bàsquet, ja que després només va tenir cantelleigs erràtics amb d'altres equipos de la lliga. Rodman va ser el rebotejador estrella dels anys 90, amb 7 títols consecutius, i es va enfrontar defensivament a jugador de la talla de Michael Jordan, Scottie Pippen, Magic Johnson i Larry Bird, fins Shaquille O’Neal, Alonzo Mourning, Shawn Kemp, Karl Malone i Charles Barkley. La seva actuació més impressionant va ser durant les Finals de la Conferència Est el 1996, quan Rodman va apagar a Horace Grant i va ajudar a contenir al gegant O’Neal, que per postres van ser la clau perquè els Bulls aconseguissin la victòria a la Final de Conferència.

#### Carrera després dels Bulls
Després que brillés amb els Bulls, Rodman va jugar a diversos equips. Va jugar als Los Angeles Lakers, als Dallas Mavericks i a Mèxic amb la Fuerza Regia de Monterrey a la LNBP, creant més controvèrsia que contribuent atlèticament. Després d'un retir, va jugar per als Dragones de Tijuana de la recentment formada American Basketball Association i va competir en dos partits per als Bears de Brighton de la British Basketball League.

### Premis i reconeixements
- Campió de l'NBA (1989, 1990, 1996-98)
- Jugador del Tercer Millor Equipo NBA (1992, 1995).
- Jugador del Millor Equip de l'NBA (1990, 1992).
- Millor Defensor de l'any de l'NBA (1990-91).
- Jugador del Millor Equip Defensiu de l'NBA (1989-93, 1995-96).
- Jugador del Segon Millor Equipo Defensiu de l'NBA (1994).
- Jugador amb millor mitjana de rebots per partit de l'NBA (1992-98).
- jugador amb Major Nombre de Rebots Aconseguits de l'NBA (1992-94, 1998).
- jugador amb Major Nombre de Rebots Ofensius (1991-94, 1996-97).
- jugador amb Major Nombre de Rebots Defensius (1992, 1994, 1998).
- jugador amb Millor Percentatge en tirs de camp (1989).

## Aparicions en els mitjans de comunicació
Rodman protagonitzà la pel·lícula Double Team sobre terrorisme i segrests juntament amb Van Damme i M. Rourke.